# Dreams of Sanity
Dreams of Sanity war eine Symphonic-Metal-Band aus Österreich. Sie wurde 1991 gegründet und veröffentlichte vor ihrer Auflösung 2002 drei Alben.

## Geschichte
Nach ihrer Gründung im Jahr 1991 veröffentlichten Dreams of Sanity zunächst zwei Demos, 1994 und 1996. In der zweiten Jahreshälfte gingen sie dann auch auf Europatournee, bevor 1997 ihr eigentliches Debüt-Album erschien, das thematisch durch Dante Alighieris Göttliche Komödie inspiriert wurde. Die Band veröffentlichte zwei weitere LPs, wobei sich das erste mit dem Phantom der Oper beschäftigt und das zweite als Konzeptalbum sich dem Leben als Spiel widmet. Während der Aufnahmen für das dritte Album gab es erhebliche Wechsel im Line-up, was schließlich dazu führte, dass Hall of Sermon den Vertrag kündigte.
Die Gruppe löste sich 2002 auf.
Martina Hornbacher-Astner wirkte außerdem auf dem 1998er Album Vovin von Therion als Studiosängerin mit.

## Diskografie
- 1994: Demo
- 1995: A God Damned City (Sampler CD mit 4 weiteren Bands aus Innsbruck)
- 1996: Ein Liebeslied (Demo)
- 1997: Komödia (Hall of Sermon)
- 1999: Masquerade (Hall of Sermon)
- 2000: The Game (Hall of Sermon)